# Type 94 Te-Ke
Le Type 94 TK ou Te-Ke (九四式軽装甲車  - Kyūyon-shiki keisōkōsha, littéralement « Type 94 véhicule blindé léger », aussi connu comme TK, soit l'abréviation de Tokushu Keninsha qui signifie « tracteur spécial ») était une chenillette utilisée par l'Armée impériale japonaise pendant la Seconde Guerre sino-japonaise, lors de la Bataille de Khalkhin Gol contre l'Union soviétique et pendant la Guerre du Pacifique. 
Bien que ces chenillettes aient souvent été utilisées comme tracteurs de munitions et comme soutien d'infanterie, elles avaient plus été conçues pour la reconnaissance que pour le combat direct. Elle n'avait en effet comme arme qu'une simple mitrailleuse de 6,5 mm.
Le type 94 TK s'est révélée assez efficace pendant la Seconde Guerre sino-japonaise, où l'armée de la république de Chine n'avait que trois bataillons de chars à y opposer, principalement constitués de Vickers, de Panzer I allemands et de chenillettes italiennes CV33.
Comme presque tous les chenillettes construites dans les années 1920 et 1930, elles avaient un blindage mince de 12 mm pouvant être pénétré par des tirs de mitrailleuse lourde 12,7 mm à 600 mètres.

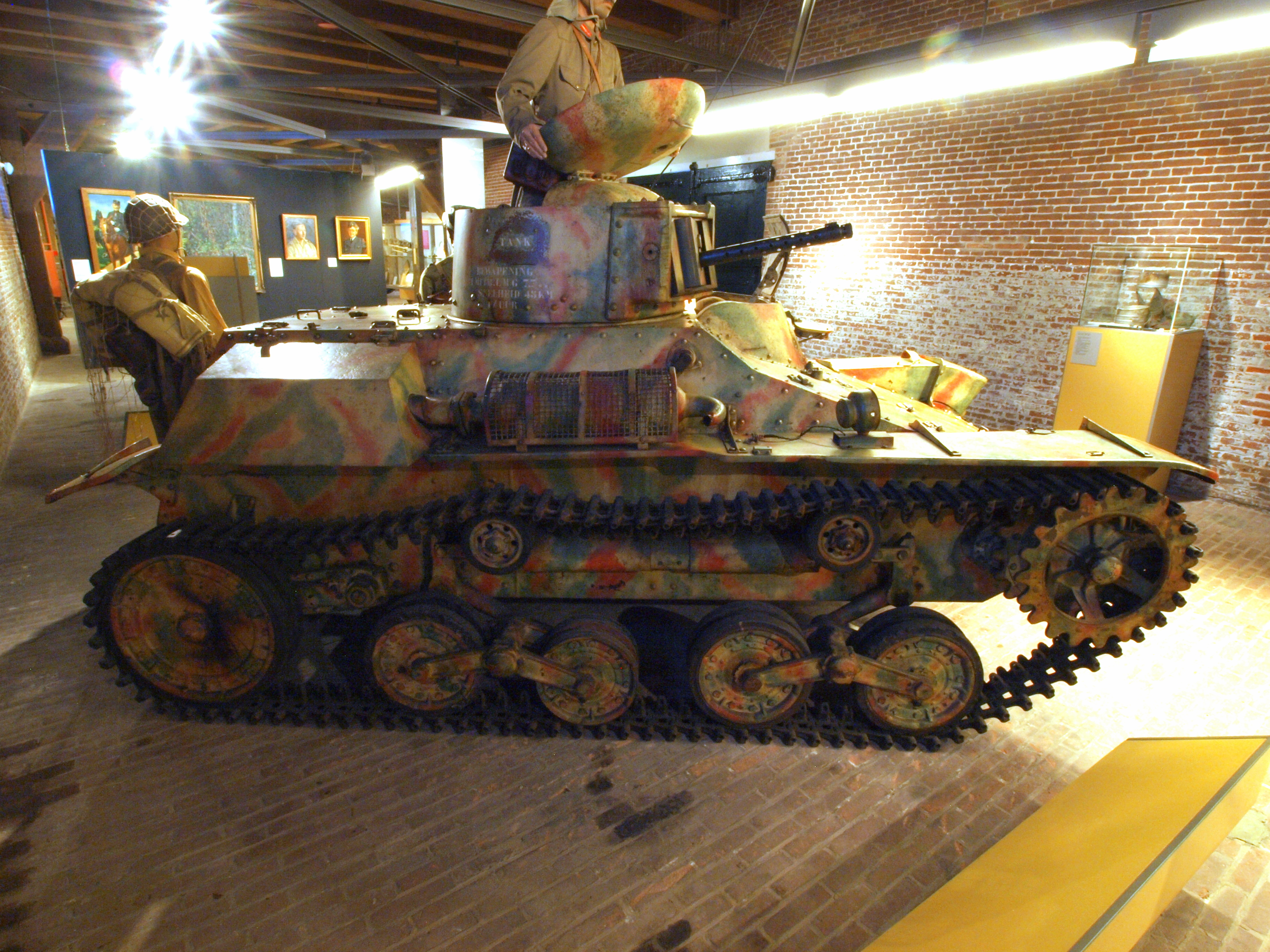
Type 94 Te-Ke au Legermuseum Delft
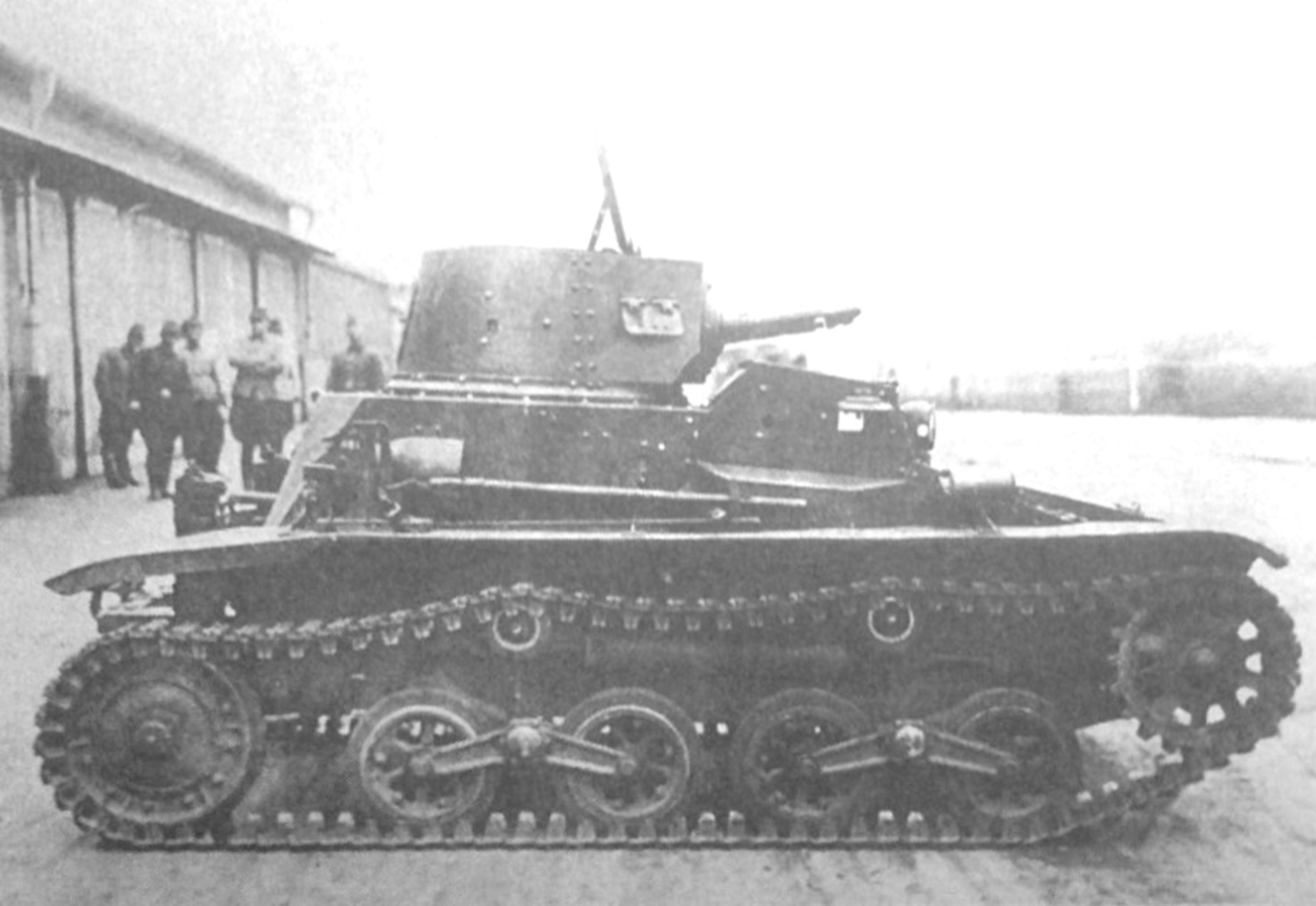
Type 94 modèle récent
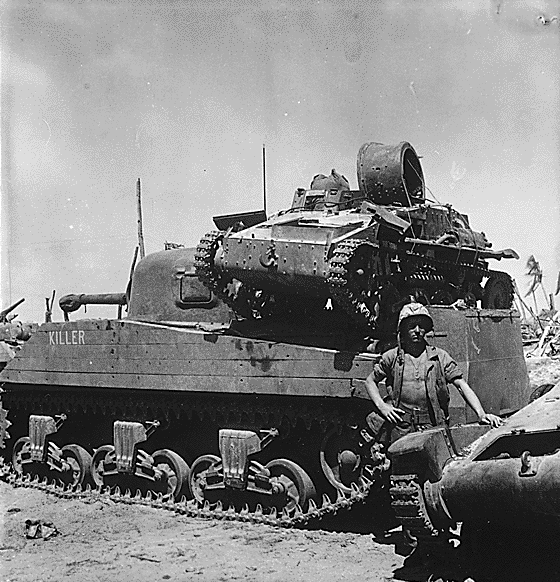
Un type 94 capturé placé au-dessus du moteur d'un char USMC M4 Sherman à Kwajalein